# HD169830
HD169830 — зірка в південному сузір'ї Стрільця. Має жовто-білий відтінок і тьмяно видима неозброєним оком з видимою візуальною величиною +5,90. Зірка розташована на відстані 120 світлових років від Сонця на основі паралакса. Вона дрейфує з радіальною швидкістю −17,3 км/с, і, за прогнозами, наблизиться до 20,7 св. р. (6,4 пк) у 2.08 мільйонів років. Відомо, що навколо HD169830 обертаються дві великі екзопланети, схожі на Юпітер.
Це зірка головної послідовності F-типу  із зоряною класифікацією F7V. Це 3,83  мільярд років і хромосферно неактивний  з повільною швидкістю обертання, що має прогнозовану швидкість обертання 3,83 км/с. Ця зірка на 40% масивніша і на 84% більша за Сонце. Поєднання маси та радіуса робить поверхневу гравітацію лише на 41% від сонячної. Вона випромінює свою фотосферу в 4,6  разів більшу за світність Сонця при ефективній температурі 6300 К. 
Кандидат у зоряний компаньйон, позначений як компонент В, лежить на кутовій відстані 11 уздовж позиційного кута 265°. 

## Планетна система
15 квітня 2000 року Женевська група пошуку екстрасонячної планети оголосила про відкриття мінімальної маси 3 MJ. Планета на 226-денній орбіті. Через три роки, 30 червня 2003 року, та ж команда, використовуючи той самий метод, виявила мінімальну масу 3.5 MJ друга планета, що обертається навколо зірки.  У 2022 році нахил і справжню масу HD 169830 c було виміряно за допомогою астрометрії. 
| Планета (по порядку віддалення від зорі) | Маса                   | Радіус | Велика піввісь (а.о.) | Орбітальний період (діб) | Нахил орбіти (°)     | Ексцентриситет орбіти | Кіл-ть супутників |
| ---------------------------------------- | ---------------------- | ------ | --------------------- | ------------------------ | -------------------- | --------------------- | ----------------- |
| b                                        | ≥2.956+0.070 −0.069 MJ | ?      | 0.8130+0.0083 −0.0084 | 225.789+0.074 −0.081     | ?                    | 0.306+0.012 −0.013    | ?                 |
| c                                        | 7.669+1.937 −2.755 MJ  | ?      | 3.075+0.132 −0.146    | 1818.8+5.7 −6.4          | 24.469+12.739 −7.205 | 0.246+0.022 −0.018    | ?                 |